# Rhytiphora mista
Rhytiphora mista är en skalbaggsart som först beskrevs av Newman 1842.  Rhytiphora mista ingår i släktet Rhytiphora och familjen långhorningar. Inga underarter finns listade i Catalogue of Life.